# Schindelwagen

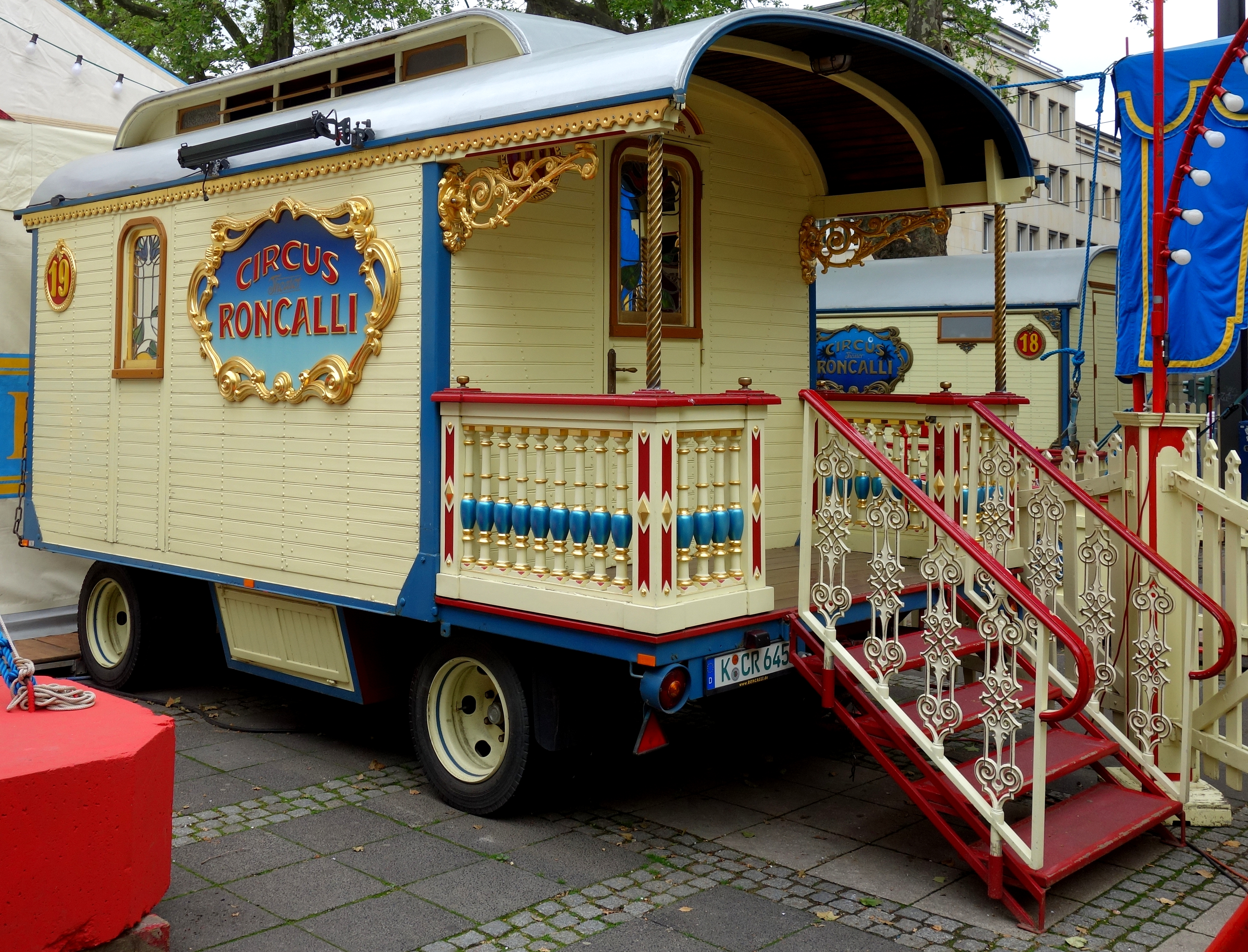
Schindelwagen als Zirkuswohnwagen mit Balkon

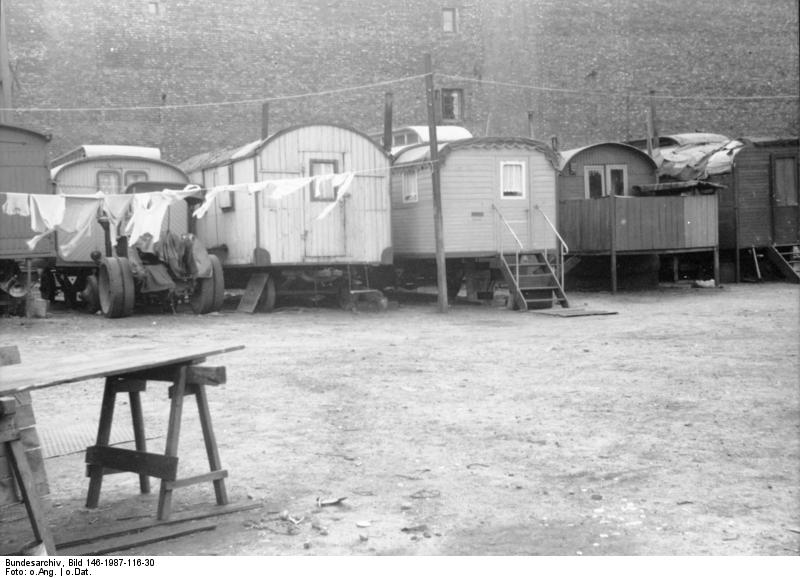
Lagerplatz von Schaustellern, etwa 1938

Als Schindelwagen werden hölzerne Wohnwagen bezeichnet. Aufgrund ihrer Dimension und massiven Bauweise erfolgt der Transport als Anhänger hinter Lastkraftwagen, Zugmaschinen oder Traktoren, früher auch mit Zugtieren. 
Ein Schindelwagen besteht aus einem herkömmlichen Anhängerfahrgestell, auf dem sich als Aufbau eine Kabine aus Holz befindet. Als Dachaufbau ist wie bei Eisenbahnwaggons ein Bogendach üblich, bei sogenannten Oberlichtwagen auch mit Oberlicht.
Schindelwagen, wie Planwagen mit fester halbrunder Hülle einst auch Zigeunerwagen genannt, finden oft bei Schaustellern und Wanderzirkussen Verwendung.